# Ceraphron cephalonica
Ceraphron cephalonica is een vliesvleugelig insect uit de familie van de Ceraphronidae. De wetenschappelijke naam van de soort is voor het eerst geldig gepubliceerd in 1930 door Ferriere.